# 尼日利亚宗教
尼日利亚宗教（截至2018年）
作为目前人口最多的非洲国家，尼日利亚宗教呈现出极大的多样性。尼日利亚宪法保障宗教自由，并且尼日利亚是世界上基督徒和穆斯林最多的国家之一。从地理上看，穆斯林主要分布在尼日利亚北部，而基督徒则主要生活在南部。相比之下，非洲传统宗教如伊博人和约鲁巴人的本土宗教，其信仰者在尼日利亚属于少数。目前尼日利亚人口中的基督徒的比例有下降的跡象，这是由于相比之下北部穆斯林的生育率更高。
尼日利亚的基督徒有约四分之一为天主教基督徒，其余大部分为新教基督徒，其中奈及利亞聖公會更成為非洲最大的聖公會教省。尼日利亚穆斯林大多数是逊尼派或无教派穆斯林。其中许多逊尼派穆斯林是苏菲兄弟会的成员。尼日利亚苏菲派大多追随卡迪里耶、提加尼或穆里德教团。此外，尼日利亚还存在少数穆斯林属什叶派、阿赫迈底亚派和马赫迪派。若按尼日利亚的主要民族来划分，则北部的豪萨人以穆斯林为主；西部的约鲁巴人以穆斯林和基督徒为主，兼有部分传统宗教的信徒；东部的伊博人和南部的伊爵人主要是基督徒，也有一些传统宗教的信仰者。
十二个穆斯林占多数的北方州份已将伊斯兰教法法院纳入其法律体系，这些法院的权力和管辖权在过去的二十年间时断时续。在其中一些州，伊斯兰教法法院是个人身份问题的可选仲裁法院，而在其他州，伊斯兰教法已在民事和刑事方面有效地取代了以前的世俗国家级法律体系。在这些地区，伊斯兰教法对宗教和性少数群体的歧视性做法也饱受争议。此外，博科圣地等伊斯兰极端组织在尼日利亚北部不断挑起的战乱，已导致数万人丧生或流离失所。

## 引用
1. ↑  . 《世界概况》.   [2019-07-18]. （原始内容存档于2021-01-09）.
2. ↑  . Federal Capital Territory website. 联邦首都特区.   [2007-08-09]. （原始内容存档于2007-07-24）.
3. ↑   (PDF). Department of Economic and Social Affairs , United Nations. 2015: 21  [2015-09-13]. （原始内容存档于2014-03-20）.
4. ↑  . Nigeria Law.   [2015-07-17]. （原始内容存档于2018-01-15）.
5. ↑  . Pew Research Center.   [2020-05-25]. （原始内容存档于2021-06-11） （美国英语）.
6. ↑   (PDF). United States Embassy in Nigeria.   [2018-09-23]. （原始内容存档 (PDF)于2020-10-18）.
7. ↑  .   [2021-08-17]. （原始内容存档于2021-05-10）.
8. ↑   (PDF).   [2015-02-03]. （原始内容存档 (PDF)于2013-07-23）.
9. ↑  . Pew Research Center.   [2020-05-24]. （原始内容存档于2021-01-18） （美国英语）.
10. ↑   (PDF).   [2014-04-15]. （原始内容存档 (PDF)于2016-12-29）.
11. ↑  .   [2014-04-15]. （原始内容存档于2014-03-06）.
12. ↑  . BBC News. 2020-08-10  [2021-03-14]. （原始内容存档于2021-05-09） （英国英语）.
13. ↑  Owobi Angrew, Tiptoeing Through A Constitutional Minefield: The Great Sharia Controversy in Nigeria, Journal of African Law, Vol 48, No 2, 2002.
14. ↑  . wwrn.org. 2005-03-17  [2011-06-07]. （原始内容存档于2017-10-19）.
15. ↑  The Christian Science Monitor. . The Christian Science Monitor. 2015-12-13. （原始内容存档于2015-12-13）.